# Kingussie
Kingussie (gael. Ceann a' Ghiùthsaich) – miasto w północnej Szkocji, w hrabstwie Highland, historycznie w Inverness-shire, położone na północnym brzegu rzeki Spey, otoczone przez góry Monadhliath na północy i Cairngorm na południu, w granicach parku narodowego Cairngorms. W 2011 roku liczyło 1476 mieszkańców.
Od 1229 roku na południowym brzegu rzeki znajdował się zamek, zniszczony i odbudowany w połowie XV wieku, następnie poważnie uszkodzony podczas powstania jakobickiego w 1689 roku. W 1721 roku w miejscu zamku wzniesione zostały koszary Ruthven Barracks. Te zniszczone zostały podczas kolejnego powstania w 1745 roku przez wojska jakobickie wycofujące się po przegranej bitwie pod Culloden. Do czasów współczesnych zachowały się ich ruiny.
Miasto rozplanowane zostało w 1799 roku, ulokowane przy głównym szlaku łączącym miasto Inverness z Perth i Fort William. W 1863 roku otwarta została stacja kolejowa.